# 白沙河街道
白沙河街道是中国山东省青岛市平度市下辖的一个街道。

## 行政区划
白沙河街道下辖振兴社区、任家河岔村、王家河岔村、西店后村、中店后村、东店后村、前沙湾庄村、后沙湾庄村、东李戈庄村、巡寨村、钱家庄村、岔河村、东辛付庄村、东曲家庄村、金家庄村、姜家观村、窦家观村、张家观村、刘家观村、前辛庄村、阁北头村、东沙窝村、西沙窝村、楼里头村、东白沙村、西白沙村、东前李家村、西前李家村、王家屯村、金家河岔村、徐家河岔村、于家河岔村、前麻兰村、后麻兰村、邓家荒村、孙家荒村、芦家荒村、山西村、焦疃村、徐戈庄村、大埠村、西山前村、东山前村、大井戈庄村、小井戈庄村、芝坊村、岔道口村、泉崖村、西洼子村、中洼子村、东洼子村、大孙戈庄村、小孙戈庄村、张戈庄东村、张戈庄南村、张戈庄西村、后李付庄村、中李付庄村、前李付庄村、东南李付庄村、前沙戈庄村、后沙戈庄村、小戈庄村、后洼子村、南沙岭村、后沙岭村、东马家村、西马家村、东沙沟村、中沙沟村、西沙沟村、张家庄村、仲戈庄村、后滕家村、大水泊村、刘家水泊村、唐家水泊村、庙后水泊村、杜家水泊村、宋家水泊村、尚河头村、崔家营村、河崖村、大坵村、小坵村、大玉湾村、兰家疃村、矫家疃村、柳家村、姜家村、西徐家村、东杜家村、夏张家村、山张家村、东梁家村、林家庄村、王戈庄村、高戈庄村、南塔丘村、北塔丘村、前郭家庄村、曲家营村、杨家营村、陈家营村、宋家营村、大阎家村、南李家楼村、毛家庄村、吴家屯村、前李家屯村、代戈庄村、代家辛庄村、河南雷家村、綦家营村、高家营村、狮子口村、位家村、坡子村。